# Royston Langdon
Pour les articles homonymes, voir Langdon.
Royston Langdon, né Royston William Langdon  est un chanteur et bassiste britannique du groupe rock Spacehog né le 1er mai 1972 à Leeds.

## Biographie
Enfant déjà, il montrait ses talents musicaux. A l’âge de 7 ans, lui et son frère Antony chantaient à la chorale de l’Eglise Paroissiale de Leeds, quelques années plus tard il jouait dans un groupe nommé - RVATS, dont il avait écrit certaines des chansons. Adolescents, lui et son frère formèrent eux-mêmes des groupes.
En 1994, Royston et son frère ont créé le groupe Spacehog. Peu de temps après Roy est venu à New York où les Spacehog ont signé leur premier contrat pour un album. Il a aussi joué de la basse pour d’autres groupes dont Cube et Lemonheads.
En 1995, les Spacehog ont sorti leur 1er album, Resident Alien qui a connu le succès avec le tube  In the Meantime. En 1998, les Spacehog ont sorti leur second album The Chinese Album.
Durant l'été de la même année, il devient le petit ami de l'actrice américaine Liv Tyler, ils se fiancent trois ans plus tard, le 14 février 2001.
En 2001, le groupe sort leur troisième album The Hoggysey.
Le 25 mars 2003, il épouse Liv Tyler et en décembre, il est le père d'un petit garçon, Milo William.
En mai 2008, Liv Tyler annonce sa séparation d'avec Royston Langdon.